# Славко Крунић
Славко Крунић (Београд, 10. март 1974) српски је сликар.

## Биографија
Славко Крунић је дипломирао на Факултету ликовних уметности у Београду, у класи академика професора Радомира Рељића 1998. године. Магистарске студије завршио је 2002. године на истом факултету у класи професора Анђелке Бојовић. Члан је УЛУС-а од 2000. године, а од 2010. године члан је International Artist group са седиштем у Риму, и The Society for Аrt of Imagination са седиштем у Лондону. Министарство културе покровитељ је његове самосталне изложбе 2000. године, у Југословенском културном центру у Паризу. 2009. године Народно позориште у Београду га ангажује за идејно решење пропагандног материјала опере Вертер. 2010. године улази у књигу Imaginaire III, треће издање светске енциклопедије сликарства фантастике.

## Одабране самосталне изложбе
- 2013 Галерија Каре Доре, Монте-Карло, Монако
- 2013 Галерија УЛУС, Београд
- 2011 Модерна галерија, Ваљево
- 2011 Палата Аполоније, Пиран, Словенија
- 2010 Француски културни центар, Београд
- 2010 Савремена галерија Зрењанин
- 2009 Кристиансхавнс Бебоерхаус, Копенхаген, Данска
- 2009 Ванлосе Културхаус, Копенхаген, Данска
- 2008 Галерија А, Београд
- 2008 Спа галлери, Игало, Црна гора
- 2008 ЦХО галерија, Љубљана, Словенија
- 2007 Мајсторска радионица, Београд
- 2006 Галерија Задужбине Вука Караџића, Београд
- 2005 ИХД галерија, Љубљана, Словенија
- 2004 Културни центар, Пивка, Словенија
- 2004 Литерарни клуб Бен Акиба, Београд
- 2003 Галерија Коларчеве задужбине, Београд
- 2002 Магистарска изложба, Стари позоришни депо, Земун
- 2002 Галерија Песак, Београд
- 2002 Арт & Блуес галерија, Београд
- 2000 Југословенски културни центар, Париз, Француска
- 1999 Галерија Палета, Културни центар, Београд

## Награде и признања
- Гран при "Милене Павловић Барили", Пожаревац